# De Spitkeet

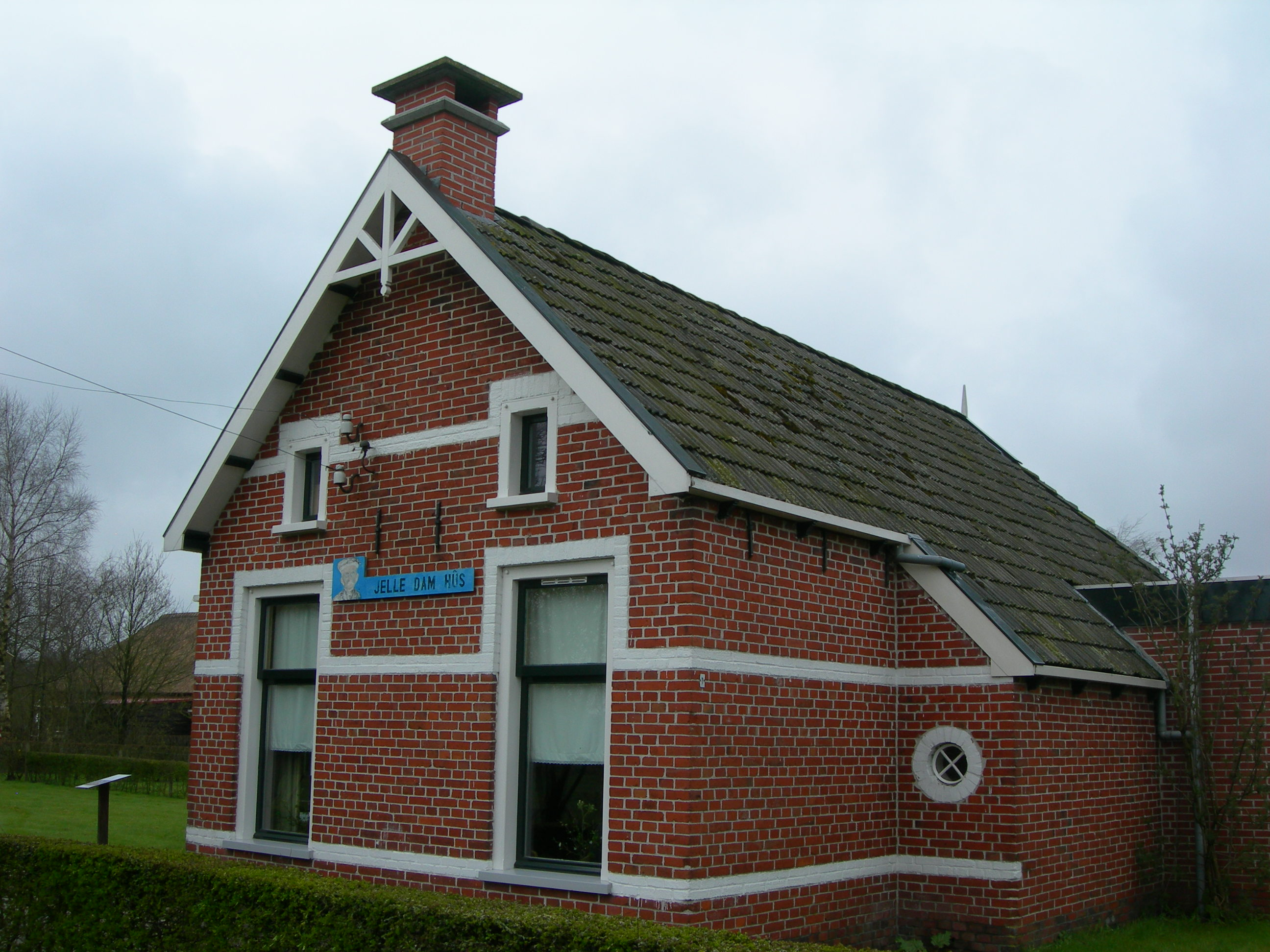
Arbeiterwohnung

De Spitkeet ist ein Freilichtmuseum in Harkema in der niederländischen Provinz Friesland. Es zeigt, wie die Menschen früher in der Gegend um Harkema, den friesischen Wäldern lebten.
Das Haus Jelle Damhuis ist eines der beiden letzten von 22 Arbeiterhäuser aus dem Jahr 1912. Als diese Häuser Ende der 1980er-Jahre abgerissen wurden, blieb das letzte Gebäude als Museum erhalten. In der Nachbarschaft befindet sich seit 1964 eine Erdhütte (plaggenhut) auf dem Armenfriedhof.

## Abbildungen

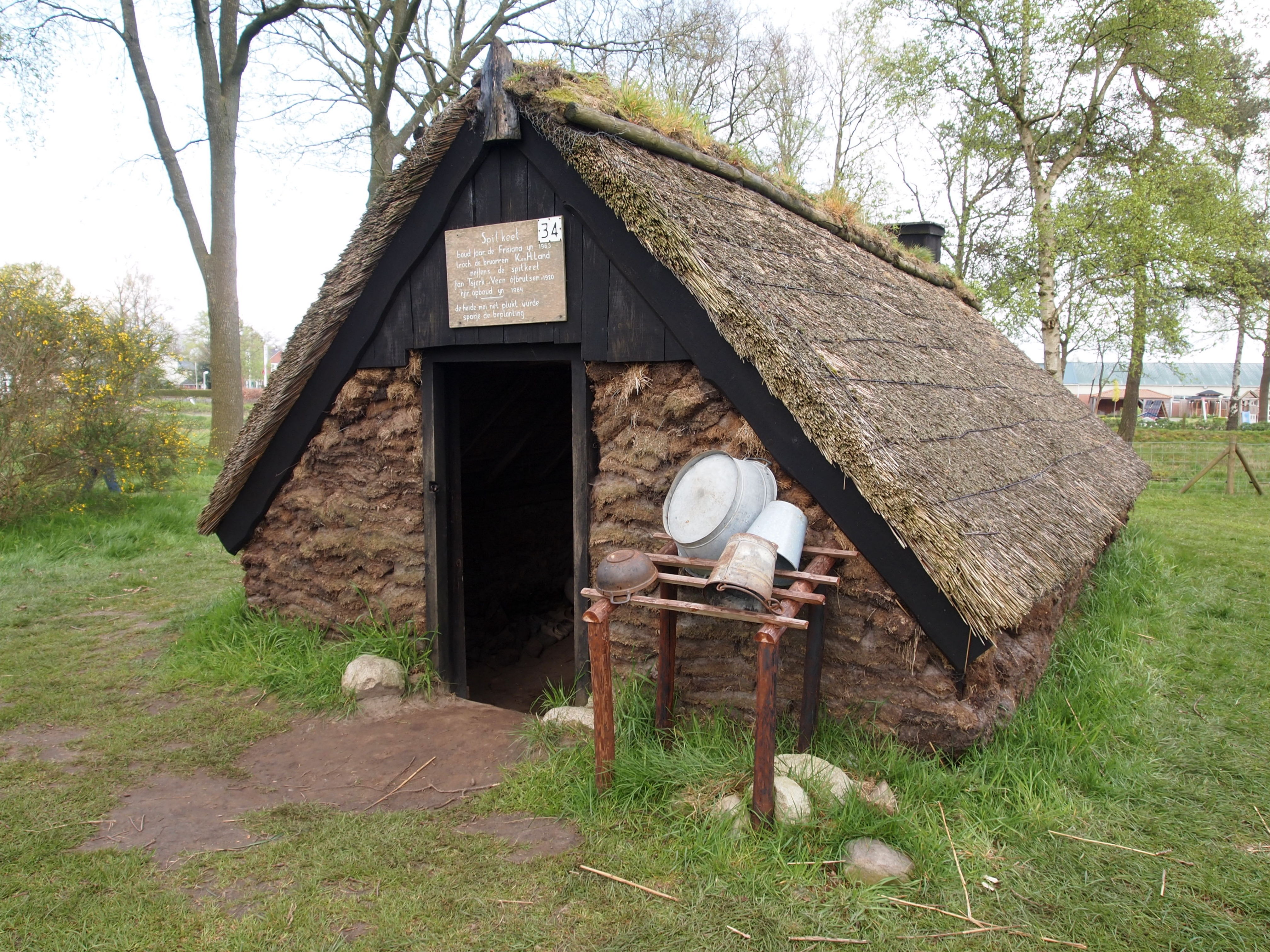
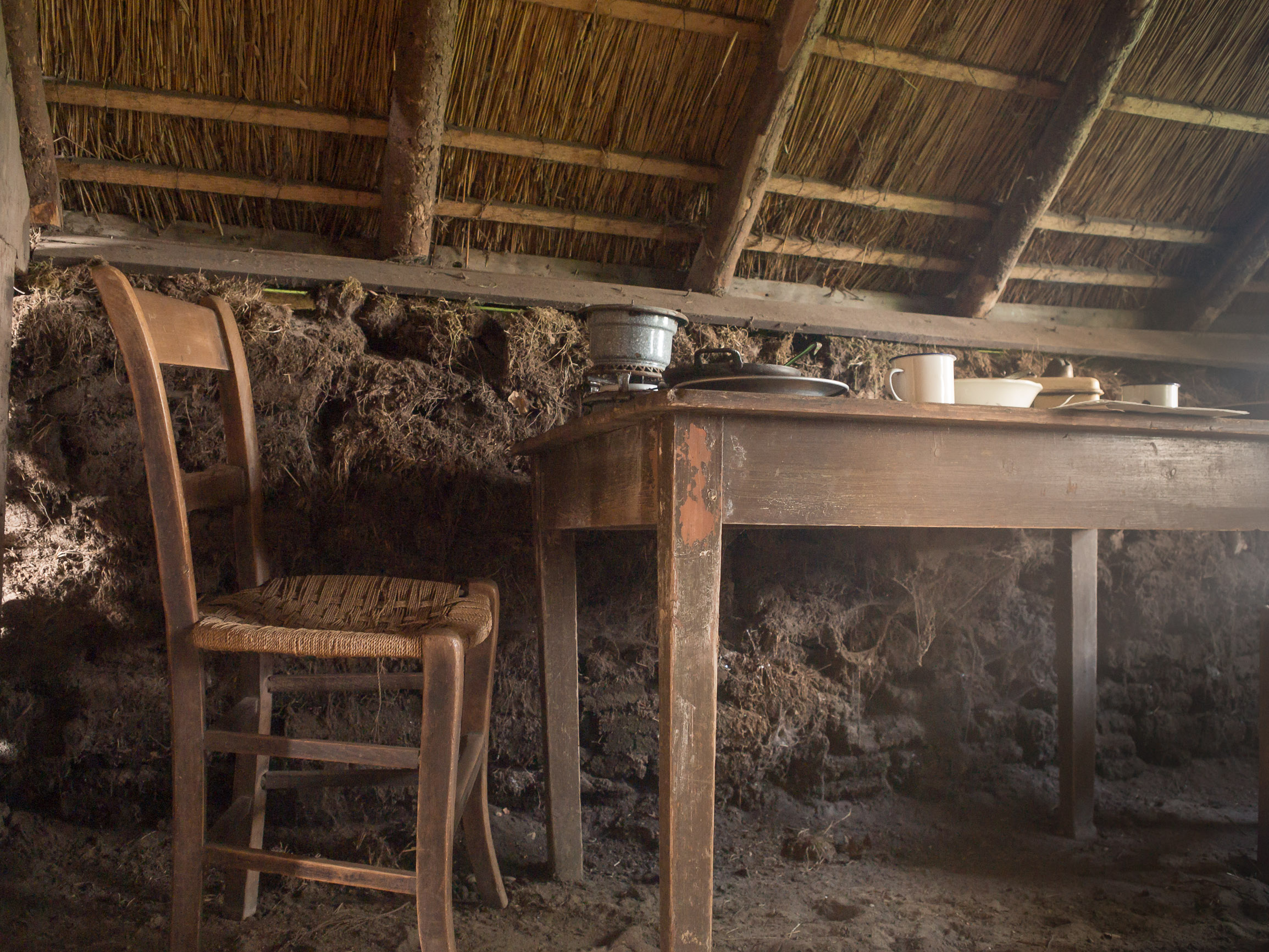
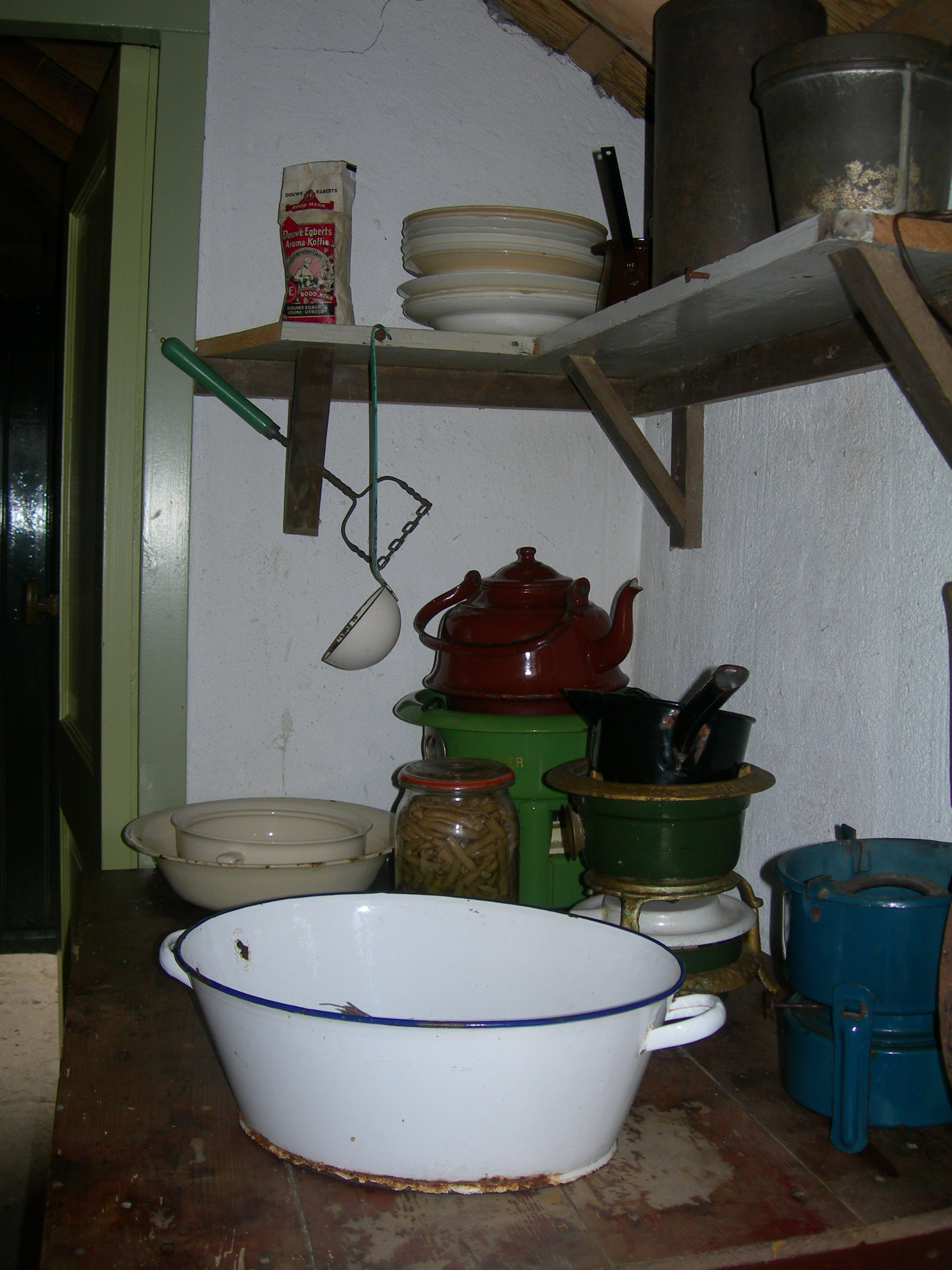